# 曹毗
曹毗（?—?），字輔佐，晉朝譙國人。曹休玄孫，右軍將軍曹識之子。郡察孝廉，朝廷任命其為郎中，蔡謨又推薦他擔任佐著作郎。後因父親去世而辭職。守丧期满後，擔任句章令，後又任太學博士、尚書郎、鎮軍大將軍從事中郎、下邳太守、光祿勳。此後曹毗去世。曹毗所著的文學作品共有十五卷，後人收錄為《曹毗集》。此外曹毗還著有《曹氏家传》一卷、《论语释》一卷。

## 延伸阅读
[在维基数据编辑]
 在维基文库阅读此作者作品
 《晉書/卷092》，出自房玄齡《晉書》